# Carniprod
Carniprod Tulcea este o companie producătoare de preparate din carne din România.
Deține o fabrică de preparate din carne, în Tulcea, cu o capacitate de 50 de tone pe zi, care a început producția în ianuarie 2007.
De asemenea mai deține o fabrică în Murighiol, județul Tulcea.
Cifra de afaceri:
- 2007: 80 milioane lei (24 milioane euro)[1]
- 2006: 77,7 milioane lei (22 milioane euro)[1]